# Spelobia ordinaria
Spelobia ordinaria är en tvåvingeart som först beskrevs av Arnold Spuler 1925.  Spelobia ordinaria ingår i släktet Spelobia och familjen hoppflugor. Inga underarter finns listade i Catalogue of Life.